# Магдієв Юрій Загірбекович
Юрій Магдієв (туркм. Yuriý Zagirbekowiç Magdiýew; нар. 2 грудня 1971, Ашхабат, Туркменська РСР) — радянський, туркменський та російський футболіст, захисник та півзахисник. Зараз — тренер.

## Клубна кар'єра
У дитинстві займався в провідному ашхабадському футбольному спецкласі, де його тренером був Михайло Смушкович. Випускався же Юрій Магдієв у Валерія Немомнящего, який не бачив в ньому талановитого футболіста, а запропонував йому продовжити навчання, в якому він був відмінником. Після випуску зі школи поступив у Туркменський державний інститут фізкультури і спорту, після чого його порекомендували у клуб другої нижчої ліги «Ахал», де була створена досить молода команда. Після чого виступав за «Небітчи» та «Нісу». У 1994 році перейшов у найкращий клуб Туркменістану — «Копетдаг».
У 1999 році перейшов у кременчуцький «Кремінь», клуб виступав у Першій лізі України. У складі команди дебютував 5 квітня 1999 року в домашній грі проти вінницької «Ниви» (0:0). За підсумками сезону 1998/99 років «Кремінь» зайняв 17-те місце з 20 команд і вилетів у Другу лігу України, Магдієв зіграв у 17 поєдинках і забив 1 м'яч (у ворота «Буковини»).
Влітку 1999 року перейшов у тернопільську «Ниву», в команду перейшов разом з іншим туркменои Муслімом Агаєвим, разом з яким він виступав за «Кремінь». У Вищій лізі України дебютував 16 липня 1999 року в виїзному матчі проти одеського «Чорноморця» (1:0), Магдієв вийшов в кінцівці матчу, на 86-ій хвилині, замість Сергія Кривого. У наступній домашній грі проти донецького «Металурга» (3:0), Магдієв відкрив рахунок у грі, на 53-ій хвилині, у ворота Андрія Кураєва. Усього за клуб він зіграв у чемпіонаті в 11 матчах, в яких забив 3 м'ячі (у ворота «Металурга», «Дніпра» та «Спартака»). На початку 2000 року залишив клуб і незабаром повернувся у «Копетдаг».
Далі грав у смоленському [Кристал (Смоленськ)[|«Кристалі»]], а влітку 2003 року перебрався в стерлітамакський «Содовик», де навесні 2004 року новопризначений головний тренер «Содовика» Олександр Ігнатенко виставив його і колишнього гравця воронезького «Факела» Ігоря Неучева на трансфер. Після чого він перейшов у «Дариду», де грав під керівництвом свого друга Армена Адамяна. Однак, вже в червні 2004 року Магдієв підписав контракт з казахстанським «Таразом», з яким того ж року став володарем Кубку Казахстану.
У 2005 році Магдієв переходить до Адамяна, цього разу у вірменську «Міку», в якій отримав посаду граючого тренера. Тандем Адамяна та Магдієва відразу відразу ж приводить «Міку» до перемоги у Кубку Вірменії, в якому 9 травня 2005 року його він зумів відзначитися, забивши другий м'яч команди у ворота «Кілікії» (2:0). 12 вересня 2005 року Магдієв в матчі чемпіонату Вірменії на 15-ій хвилині матчу виносячи м'яч відчув біль в нозі, полетів меніск. Потім була операція в Єревані, після відновлення від якої він повернувся на збори з «Мікою» в Туреччині, але на них коліно знову опухло. На зборах йому вдалося зустрітися з головним тренером казанського «Рубіна» Курбаном Бердиєвим, з яким вони перетиналися у збірній Туркменістану і в «Кристалі», вийшов через нього на медичний штаб «Рубіна», який призначив Магдіеву певні курси, але гарантій до відновлення не давали. Після чого він вирішив покінчити з футболом.

## Міжнародна кар'єра
У 1994 році виступаючи за «Нісу» отримав запрошення від Джамала Гугушвілі до національної збірної Туркменістану, за яку грав аж до 2001 року.

### Голи за збірну
| # | Дата           | Місце                                | Суперник    | Рахунок | Результат | Змагання    |
| - | -------------- | ------------------------------------ | ----------- | ------- | --------- | ----------- |
| . | 25 квітня 1997 | Ніса-Чандибіл, Ашгабат, Туркменістан | Азербайджан | 2–0     | 2–0       | Товариський |

## Кар'єра тренера
Після закінчення футбольної кар'єри Магдієв за рекомендацією Адамяна в 2006 році розглядався на пост головного тренера клубу «Смоленськ», проте тренером призначений не був. Після чого він вступив і закінчив Вищу школу тренерів у Москві. У 2008 році був призначений головним тренером воронезького ФВА, який в дебютному ж сезоні вивів у Другій дивізіон. У 2011 році був призначений тренером каспійського «Дагдизеля».

## Досягнення
Тараз
- Кубок Казахстану
  -  Володар (1): 2004[7]

Міка
- Кубок Вірменії
  -  Володар (1): 2005[8]

## Особисте життя
Батько Юрія — Загірбек Магдієв уродженець села Мегеб Гунібского району Дагестанської АРСР, даргінець за національністю. Після армії, де він служив у НДР, приїхав на набір будбригади в Ахшабад. В Ашхабаді батько Юрія закінчив інститут, а пізніше влаштувався головним інженером на завод, а незабаром і одружився з місцевою російською дівчиною уродженкою Ашхабада. У дитинстві батько довгий час був проти захоплення Юрія футболом, однак успіхи сина в цьому виді спорту змінили погляд батька. Юрій Магдієв має вищу освіту, він закінчив з червоним дипломом Туркменський державний інститут фізкультури і спорту. У 1998 році за наполяганням батька приїхав разом з ним в Дагестан і заручилась із односелчанкою. 5 вересня 2005 року після п'яти років спільного життя у них народився син.
Станом на серпень 2011 року Юрій проживав у Махачкалі, виховує двох дітей.